# Egnatia (gens)
Egnatia was een plebejische gens (familie) in het oude Rome. Ze waren van Samnitische oorsprong, uit de buurt van Teanum. Vermelding verdienen:
- Gellius Egnatius, Samnitische veldheer tijdens de Derde Samnitische Oorlog
- Gnaeus Egnatius, Romeins politicus (2e eeuw v.Chr.)
- Marius Egnatius, Italische opstandelingenleider tijdens de Bongenotenoorlog, ± 90 v.Chr.
- Egnatius, Romeins dichter (1e eeuw v.Chr.)
- Marcus Egnatius Rufus, Romeins politicus (1e eeuw v.Chr.)